# Claude Montefiore
Pour les articles homonymes, voir Montefiore.
Claude Joseph Goldsmid Montefiore (1858-1938) est un érudit et théologien juif anglais des XIXe et XXe siècles. Fondateur du judaïsme libéral britannique et militant en faveur du dialogue judéo-chrétien, il a présidé l'Association anglo-juive de 1895 à 1921.

## Biographie
Fils de Nathaniel Montefiore, Claude Montefiore est le petit-neveu de Sir Moïse Montefiore. 
Après avoir obtenu son diplôme à Balliol College (Oxford), il fait ses études de théologie à Berlin, puis se consacre à ses travaux de recherche et à la philanthropie. En 1896, il publia son premier volume de commentaires sur la Bible.

## Œuvres
- The Hibbert Lectures; On the Origin and Growth of Religion as Illustrated by the Religion of the Ancient Hebrews (London: Williams & Norgate, 1893).
- The Bible for Home Reading (London: Macmillan, 1899).
- Some Elements in the Religious Teaching of Jesus (London: Macmillan, 1910).
- Outlines of Liberal Judaism (London: Macmillan, 1912).
- Judaism and St. Paul; Two Essays (London: Max Goschen Ltd, 1914).
- Liberal Judaism and Hellenism and Other Essays (London: Macmillan, 1918).
- The Old Testament and After (London: Macmillan, 1923).
- The Synoptic Gospels, 2d edn, 2 vols (London: Macmillan, 1927).
- Studies in Memory of Israel Abrahams (New York: Jewish Institute of Religion, 1927).
- Rabbinic Literature and Gospel Teachings (London: Macmillan, 1930).
- The Synoptic Gospels (New York: K.T.A.V. Publishing House, 1968), with ‘Prolegomenon’ by Lou H Silberman.
- (avec Herbert Loewe, éd.) A Rabbinic Anthology (London: Macmillan, 1938).